# 시미즈 도루

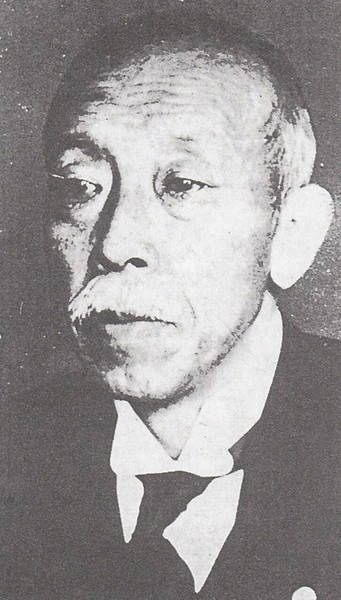

시미즈 도루(일본어: 清水 澄, 1868년 9월 27일 ~ 1947년 9월 25일)는 일본의 헌법·행정학자, 교육자, 정치인이다. 법학 박사 학위를 가지고 있으며, 제국학사원 회원, 추밀원 의장 등을 지냈다.
이시카와현 가나자와시 출신으로, 도쿄 제국대학을 졸업하고 독일에 유학을 다녀왔으며 가쿠슈인에서 교수로 일했다. 1905년 법학 박사 학위를 획득했으며 게이오기주쿠 대학 법학부 교수를 지냈다. 1926년 제국학사원 회원이 되었으며 궁내성 및 동궁어학문소 직원으로 다이쇼 천황, 쇼와 천황에게 헌법학을 가르쳤다. 행정재판소 장관, 추밀원 고문관, 부의장을 거쳐 1946년 추밀원의 마지막 의장이 되어 1947년 일본국 헌법이 발효될 때까지 일했다. 1947년 9월 25일 시즈오카현 아타미의 한 바닷가에서 "일본의 국체가 위기를 맞았다"며 굴원을 모방해 투신자살을 하였다.
저서로 《국법학》 (1910), 《행정법각론》 (1910), 《제국헌법대의》 (1912), 《제국헌법의 이야기》 (1914), 《국체론》 (1927), 《일본행정법》 (1935) 등이 있다.